# Beregazzo con Figliaro
Beregazzo con Figliaro (Beregazz e Fiee in dialetto comasco, AFI: /bereˈɡats/ e /fiˈeː/) è un comune italiano di 2 800 abitanti della provincia di Como in Lombardia formato dai nuclei di Figliaro e di Beregazzo. Dal 1928 al 1948 fu accorpato con Castelnuovo Bozzente e dal 1931 si chiamò Mirabello Comasco.

## Storia
La più antica menzione storica del loco Filiaro si ha in un elenco stilato nel 1289 dall'allora cappellano di Rovello Porro, incaricato di censire tutte chiese alle dipendenze della pieve di Appiano.
Gli “Statuti delle acque e delle strade del contado di Milano fatti nel 1346” elencano, tra le località della pieve di Appiano incaricate della manutenzione della “strata da Bolà”, sia “el locho da Baragazio” sia “el locho da Fitilario”.
Durante il Ducato di Milano, Figliaro divenne un feudo dapprima dei Del Rio Noriega (1650), per poi finire, al termine di una serie di passaggi di mano che videro coinvolti i Castiglioni e gli Imbonati, alla famiglia dei Litta (1739), la quale nel 1751 risultava ancora beneficiaria del feudo. Nello stesso anno, Beregazzo risultava essere un tutt'uno con la comunità di Caldera. Al 1753 risale l'attestazione dell'unione tra Beregazzo e Figliario secondo l'attuale denominazione comunale. Sempre inserito nella pieve di Appiano, nel 1786 Beregazzo con Figliaro divenne un comune della provincia di Gallarate.
Un decreto di riorganizzazione amministrativa del Regno d'Italia napoleonico datato 1807 sancì la temporanea aggregazione di Beregazzo con Figliaro al comune di Binago. La decisione fu però abrogata in seguito alla caduta di Napoleone e alla conseguente costituzione della provincia di Como del Regno lombardo-veneto da parte degli austro-ungarici.
In seguito all'unità d'Italia, il comune si chiamò semplicemente "Beregazzo" fino al 1912, anno in cui si registrò nuovamente l'aggiunta della dicitura "con Figliaro".
Nel 1928 ci fu l'aggregazione tra Beregazzo con Figliaro e Castelnuovo Bozzente in un unico comune in seguito chiamato Mirabello Comasco, toponimo derivato da un'altura che ospita una torre che si suppone esser stata edificata sui resti di una precedente fortificazione romanica. L'unione durò fino al 1948.

### Simboli
Lo stemma del comune è stato concesso con decreto del presidente della Repubblica del 5 febbraio 2005.
(D.P.R. 05.02.2005)
Le due torri rappresentano le comunità di Beregazzo e Figliaro, idealmente unite dal ponte in un unico Comune; la pentola nera in cui si cuoce la pult (la tradizionale polenta molle fatta con un miscuglio di farina di mais e di frumento), è simbolo degli abitanti di Beregazzo (da cui il soprannome i pultat da Beregazz), mentre il gallo è simbolo dei figliaresi (i galitt da Fíè).
Il gonfalone è un drappo di bianco.

## Monumenti e luoghi d'interesse

### Architetture religiose
- Chiesa parrocchiale dei Santi Ilario e Remigio, realizzata nel XIX secolo su progetto di Virginio Valli[6] ma rimaneggiata nel successivo[16]
- Chiesa parrocchiale dei Santi Pietro e Paolo, in località San Martino di Castelnuovo[6]

### Architetture civili
- Villa Lucini (XVII secolo)[17]
- Complesso di Villa Reina (XVII secolo)[18]

## Società

### Evoluzione demografica
- 172 a Beregazzo e 225 a Figliaro nel 1751[7][8]
- 428 a Beregazzo e 264 a Figliaro nel 1771[9]
- 443 nel 1799[10]
- 382 nel 1808[10]
- annessione a Binago nel 1809
- 547 nel 1853[11]
- 601 nel 1859[12]
- unione con Castelnuovo Bozzente in Mirabello Comasco in epoca fascista

Abitanti censiti

## Amministrazione
| Periodo        | Periodo        | Primo cittadino          | Partito      | Carica             | Note |
| -------------- | -------------- | ------------------------ | ------------ | ------------------ | ---- |
| .......        | 1867           | Donato Monti             |              | Sindaco            |      |
| 1869           | 1871           | Pasquale Rossi           |              | Sindaco            |      |
| 1871           | 1878           | Tommaso Bollini          |              | Sindaco            |      |
| 1878           | 1884           | Carlo Lucini             |              | Sindaco            |      |
| 1884           | 1890           | Pasquale Rossi           |              | Sindaco            |      |
| 1890           | 1905           | Alessandro Reina         |              | Sindaco            |      |
| 1905           | 1916           | Ferdinando Lucini        |              | Sindaco            |      |
| 1915           | 1916           | Giuseppe Rossi           |              | Sindaco            |      |
| 1916           | 1921           | Felice Antonio Lurati    |              | Sindaco            |      |
| 1921           | 1926           | Giovanni Fagetti         |              | Sindaco            |      |
| 1926           | 1928           | Candido Marchini         |              | Commissario Pref.  |      |
| 1928           | 1930           | Luigi Surr               |              | Commissario Pref.  |      |
| 1930           | 1931           | Antonio Rossi            |              | Commissario Pref.  |      |
| 1931           | 1932           | Giulio Catelli           |              | Sindaco            |      |
| 1932           | 1934           | Carlo Emanuele Restelli  |              | Podestà            |      |
| 1934           | 1943           | Giuseppe Sacchi          |              | Podestà            |      |
| 1943           | 1944           | Ten. Col. Giuseppe Diana |              | Commissario Pref.  |      |
| 1944           | 1945           | Paolo Regazzoni          |              | Commissario Pref.  |      |
| 1945           | 1946           | Luigi Fabbri             |              | Sindaco - Pres.CLN |      |
| 1946           | 1946           | Guelfo Bellini           |              | Sindaco            |      |
| 1946           | 1948           | Giovanni Bollini         |              | Sindaco            |      |
| 1948           | 1957           | Egidio Bomba             |              | Sindaco            |      |
| 1957           | 1960           | Valter Biagioni          |              | Sindaco            |      |
| 1960           | 1965           | Egidio Bomba             |              | Sindaco            |      |
| 1965           | 1974           | Celestino Cappelletti    |              | Sindaco            |      |
| 1974           | 1992           | Andrea Malinverno        |              | Sindaco            |      |
| 1992           | 1993           | Battista Bollini         |              | Sindaco            |      |
| 08/11          | 1993           | Giuseppe Castelnuovo     |              | Commissario Pref.  |      |
| 1993           | 1997           | Giovanni Bonini          |              | Sindaco            |      |
| 1997           | 29 maggio 2007 | Luigi Abati              |              | Sindaco            |      |
| 29 maggio 2007 | 5 maggio 2012  | Renato Casartelli        | lista civica | Sindaco            |      |
| 6 maggio 2012  | 11 giugno 2017 | Luigi Abati              | lista civica | Sindaco            |      |
| 12 giugno 2017 | in carica      | Luigi Abati              |              | Sindaco            |      |

## Trasporti
Il comune è servito dagli autobus delle Ferrovie Nord Milano (FNM Autoservizi), con le linee C69 (Lomazzo-Tradate), C76 (Tradate-Olgiate Comasco) e C77 (Como-Varese).

### Esplicative
1. ↑  Per il dialetto comasco, si utilizza l'ortografia ticinese, introdotta a partire dal 1969 dall'associazione culturale Famiglia Comasca nei vocabolari, nei documenti e nella produzione letteraria.

### Bibliografiche
1. 1 2   Bilancio demografico mensile anno 2025 (dati provvisori), su demo.istat.it, ISTAT.
2. ↑   Classificazione sismica (XLS), su rischi.protezionecivile.gov.it.
3. ↑   Tabella dei gradi/giorno dei Comuni italiani raggruppati per Regione e Provincia (PDF), in Legge 26 agosto 1993, n. 412, allegato A, Agenzia nazionale per le nuove tecnologie, l'energia e lo sviluppo economico sostenibile, 1º marzo 2011,  p. 151. URL consultato il 25 aprile 2012 (archiviato dall'url originale il 1º gennaio 2017).
4. ↑   AA. VV., Dizionario di toponomastica. Storia e significato dei nomi geografici italiani., Milano, Garzanti, 1996,  p. 73, ISBN 88-11-30500-4.
5. 1 2 3   Comune di Mirabello Comasco, su siusa.archivi.beniculturali.it. URL consultato il 19 aprile 2019.
6. 1 2 3 4 5 6 7  Borghese, p. 97.
7. 1 2 3 4   Comune di Beregazzo, sec. XIV - 1757 – Istituzioni storiche – Lombardia Beni Culturali, su lombardiabeniculturali.it. URL consultato il 27 aprile 2020.
8. 1 2 3   Comune di Figliaro, sec. XIV - 1757 – Istituzioni storiche – Lombardia Beni Culturali, su lombardiabeniculturali.it. URL consultato il 27 aprile 2020.
9. 1 2   Comune di Beregazzo con Figliaro, 1757 - 1797 – Istituzioni storiche – Lombardia Beni Culturali, su lombardiabeniculturali.it. URL consultato il 27 aprile 2020.
10. 1 2 3   Comune di Beregazzo con Figliaro, 1798 - 1809 – Istituzioni storiche – Lombardia Beni Culturali, su lombardiabeniculturali.it. URL consultato il 27 aprile 2020.
11. 1 2   Comune di Beregazzo con Figliaro, 1816-1859 – Istituzioni storiche – Lombardia Beni Culturali, su lombardiabeniculturali.it. URL consultato il 27 aprile 2020.
12. 1 2   Comune di Beregazzo con Figliaro, 1859-1928 – Istituzioni storiche – Lombardia Beni Culturali, su lombardiabeniculturali.it. URL consultato il 27 aprile 2020.
13. ↑   Beregazzo con Figliaro (Como) D.P.R. 05.02.2005 concessione di stemma e gonfalone, su Governo Italiano, Ufficio Onorificenze e Araldica, 2005. URL consultato il 12 gennaio 2021.
14. ↑   Lo stemma, su Comune Beregazzo con Figliaro. URL consultato il 12 gennaio 2021.
15. ↑   Beregazzo con Figliaro, su Stemmi dei Comuni della Provincia di Como. URL consultato il 12 agosto 2022.
16. ↑   Chiesa dei SS. Ilario e Remigio - complesso, Piazza SS. Ilario e Remigio - Beregazzo con Figliaro (CO) – Architetture – Lombardia Beni Culturali, su lombardiabeniculturali.it. URL consultato il 27 aprile 2020.
17. ↑   Villa Lucini, Via Risorgimento, 17 - Beregazzo con Figliaro (CO) – Architetture – Lombardia Beni Culturali, su lombardiabeniculturali.it. URL consultato il 27 aprile 2020.
18. ↑   Villa Reina - complesso, Via Raimondi, 1,7 (P) - Beregazzo con Figliaro (CO) – Architetture – Lombardia Beni Culturali, su lombardiabeniculturali.it. URL consultato il 27 aprile 2020.
19. ↑  Statistiche I.Stat ISTAT  URL consultato in data 28-12-2012.
Nota bene: il dato del 2021 si riferisce al dato del censimento permanente al 31 dicembre di quell'anno. Fonte:  Popolazione residente per territorio - serie storica, su esploradati.censimentopopolazione.istat.it.